# Nerocila tenuipes
Nerocila tenuipes es una especie de crustáceo isópodo marino del género Nerocila, familia Cymothoidae. Fue descrita científicamente por Dana en 1853.

## Distribución
Esta especie se encuentra en Brasil.